# Fascite plantar
Fibromatose da fáscia plantar, fasciíte plantar ou fascite plantar (também conhecida como síndrome do Esporão do Calcâneo) é um distúrbio doloroso comum que afeta o calcanhar e a planta do pé. Trata-se de uma desordem no local de inserção dos ligamentos no osso e se caracteriza pela cicatrização, inflamação ou destruição estrutural da fáscia plantar do pé. É frequentemente causada pela lesão por esforço repetitivo da fáscia plantar, que se intensifica com exercício físico, peso ou idade. Embora originalmente a fascite plantar tenha sido pensada como um processo inflamatório, estudos recentes têm demonstrado alterações estruturais mais condizentes com processos degenerativos. Como resultado das novas observações, parte da comunidade acadêmica tem defendido a mudança do nome desta condição para "fasciose plantar".
A fascite plantar é a lesão mais comum da fáscia plantar e é a principal causa de dor no calcanhar. Aproximadamente 10% das pessoas desenvolvem fascite plantar em algum momento da vida. Geralmente, está associada a longos períodos na posição de pé e é muito mais prevalente em indivíduos com pé chato. Entre a população não-atleta, a fascite plantar está associada a obesidade e falta de atividade física.
A dor característica da fascite plantar é geralmente sentida na parte de trás do calcanhar e é mais intensa durante os primeiros passos do dia. Indivíduos com fascite plantar frequentemente apresentam dificuldade para realizar a dorsiflexão do pé, o movimento de elevar o pé em direção à canela. Esta dificuldade geralmente se deve ao retesamento do músculo da panturrilha ou do tendão de Aquiles, que é conectado à fáscia plantar. A maior parte dos casos de fascite plantar melhora com o tempo e responde bem aos métodos de tratamento conservador.

## Sinais e sintomas
A dor da fascite plantar é tipicamente cortante e unilateral (70% dos casos) e geralmente piora ao se carregar peso após longos períodos de repouso. Indivíduos com fascite plantar frequentemente relatam que os sintomas são mais intensos durante os primeiros passos após se levantar da cama ou depois de longos períodos sentado. É comum observar a melhora dos sintomas com a caminhada contínua. Redução da sensibilidade, formigamento, inchaço e dor irradiada são sintomas raros, porém relatados.
Se a fáscia plantar continuar a ser sobrecarregada em vigência de fascite plantar, ela pode sofrer ruptura. Os sinais e sintomas típicos da ruptura da fáscia plantar incluem um som de clique ou estalo, um significativo inchaço local e dor aguda na sola dos pés.

## Fatores de risco
Os fatores de risco identificados para a fascite plantar incluem: correr excessivamente, permanecer de pé em superfícies duras por longos períodos, pé cavo, presença de diferença no tamanho das pernas e pé chato. A tendência do pé chato de se inverter excessivamente durante a marcha ou a corrida o torna mais suscetível à fascite plantar. Obesidade é encontrada em 70% dos indivíduos que se apresentam com fascite plantar e é um fator de risco independente. Estudos têm sugerido uma forte associação entre um IMC aumentado e o desenvolvimento de fascite plantar na população não-atleta. Esta associação entre peso e fascite plantar não foi observada na população de atletas. O enrijecimento do tendão de Aquiles e o uso de calçados inapropriados também foram identificados como fatores de risco significativos.

## Fisiopatologia
A causa da fascite plantar é pouco compreendida e acredita-se que provavelmente haja a participação de vários fatores. A fáscia plantar é uma faixa fibrosa espessa de tecido conjuntivo que se origina da tuberosidade do osso calcâneo. A partir daí, a fáscia se estende ao longo da sola do pé, antes de se inserir na base dos dedos do pé, e sustenta a arcada plantar.
Originalmente, pensava-se que a fascite plantar era uma condição inflamatória da fáscia plantar. Contudo, nas últimas décadas, estudos observaram mudanças na anatomia microscópica indicando que a fascite plantar é causada, na verdade, por alterações estruturais não-inflamatórias da fáscia plantar, ao invés de um processo inflamatório. Devido a essa modificação no pensamento sobre os mecanismos subjacentes à fascite plantar, parte da comunidade acadêmica tem defendido a mudança do nome desta condição para "fasciose plantar". Acredita-se que as alterações estruturais da fáscia plantar são resultado de microtraumas repetitivos. O exame microscópico da fáscia plantar frequentemente demonstra degeneração mixomatosa, depósitos de cálcio no tecido conjuntivo e desorganização das fibras de colágeno.
Acredita-se que alterações do movimento mecânico normal da fáscia plantar enquanto de pé ou durante a caminhada (conhecidas como "mecanismo Windlass") contribuem para o desenvolvimento de fascite plantar por impor tensão excessiva sobre a tuberosidade calcânea. Outros estudos também sugeriram que, de fato, a fascite plantar não se deve à inflamação da fáscia, mas pode se tratar de uma lesão do tendão envolvendo o músculo flexor curto dos dedos localizado imediatamente profundo à fáscia plantar.

## Diagnóstico

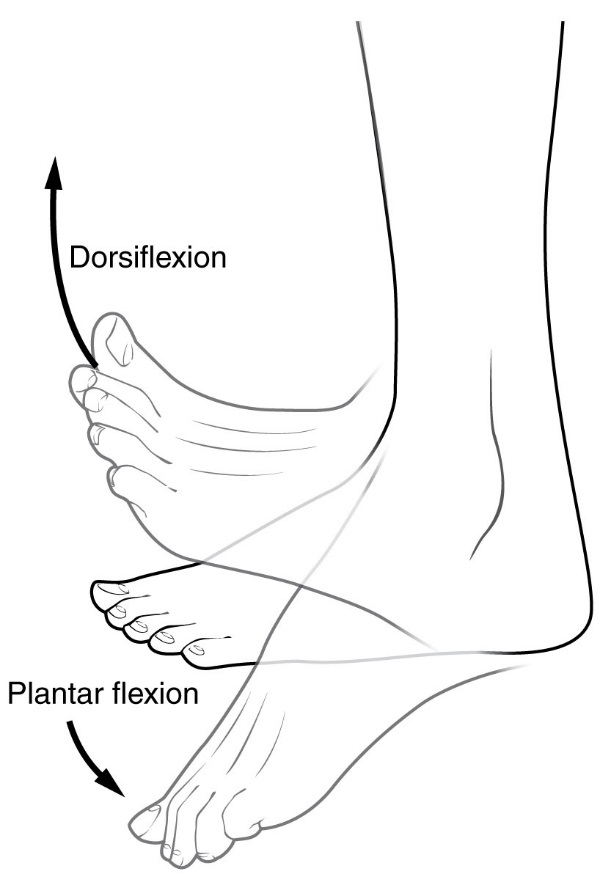
O enrijecimento do tendão de Aquiles é um fator de risco para a fascite plantar. Ele pode levar à redução do movimento de dorsiflexão do pé.

Geralmente, a fascite plantar é diagnosticada pelo clínico após a consideração da história, dos fatores de risco e do exame físico. Sensibilidade à palpação da parte interna do osso do calcanhar na sola do pé pode ser observada durante o exame físico. O pé pode apresentar dorsiflexão limitada devido ao enrijecimento dos músculos da panturrilha ou do tendão de Aquiles. A dorsiflexão do pé pode ser dolorosa devido ao alongamento da fáscia plantar por esse movimento. Estudos de imagem para o diagnóstico da fascite plantar raramente são necessários. Entretanto, em alguns casos o médico pode decidir por solicitar estudos de imagem (como radiografia, ultrassonografia ou ressonância magnética), justificáveis para excluir causas graves de dor no pé. Outros diagnósticos tipicamente considerados são fraturas, tumores ou doenças sistêmicas, caso a fascite plantar não responda adequadamente ao tratamento médico conservador. Dor no calcanhar bilateral ou dor no calcanhar no contexto de uma doença sistêmica podem indicar a necessidade de uma investigação diagnóstica mais aprofundada. Testes diagnósticos como hemograma completo ou marcadores sorológicos de inflamação, infecção ou doença autoimune, como proteína c-reativa, velocidade de hemossedimentação, anticorpo antinuclear, fator reumatoide, HLA-B27, ácido úrico ou anticorpos da doença de Lyme podem ser solicitados. Déficits neurológicos devem lembrar uma investigação com eletromiografia para avaliar o dano aos músculos e nervos.

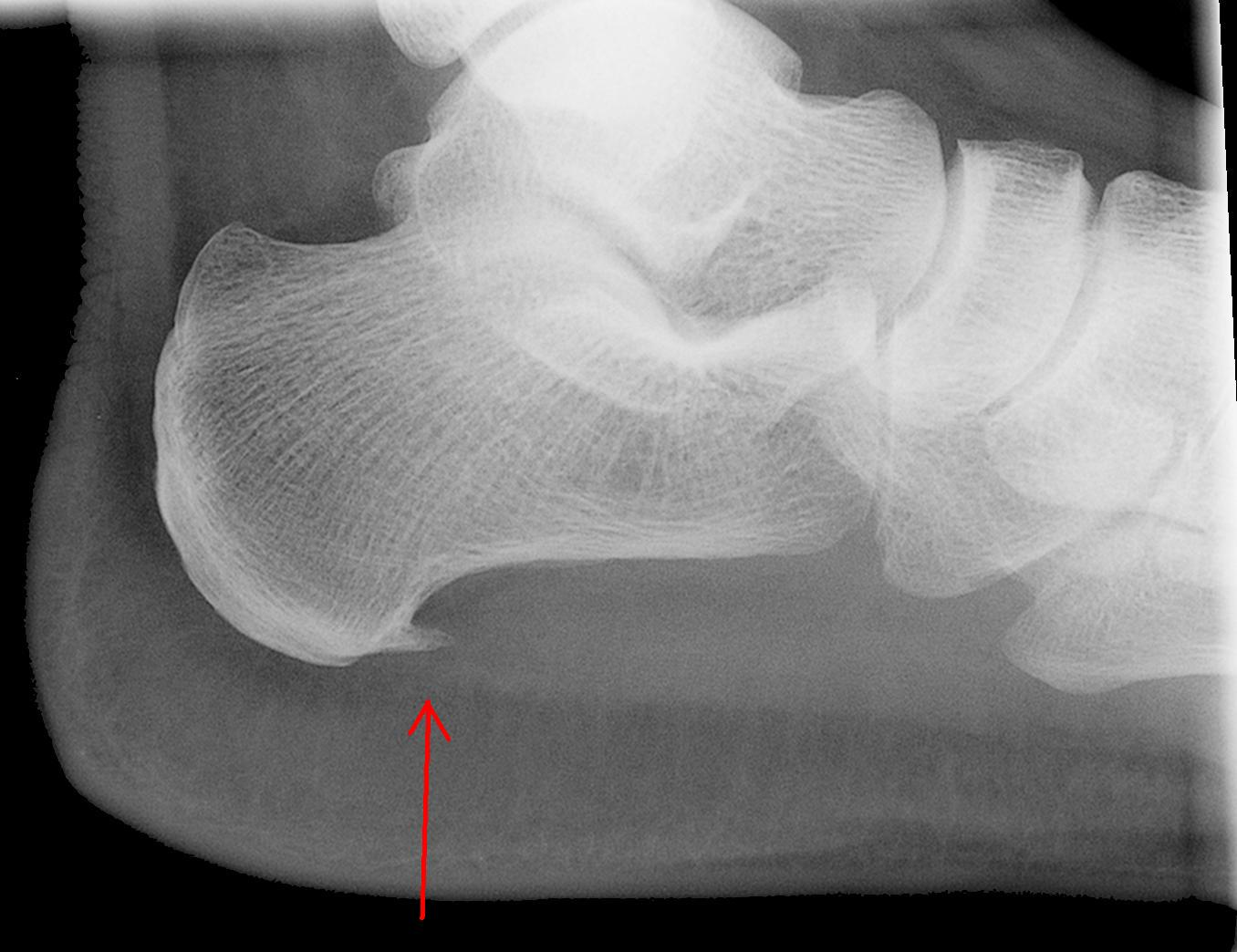
Esporão (seta vermelha) no osso calcâneo.

Radiografias com visão lateral do tornozelo são a modalidade de imagem recomendada como primeira linha na investigação de outras causas de dor no calcanhar, como fratura por estresse ou desenvolvimento de esporão. O espessamento da aponeurose plantar no calcanhar maior do que 5 milímetros, demonstrado por ultrassonografia, é consistente com o diagnóstico de fascite plantar. Alguns autores observam que o uso de imagem não é rotineiramente necessário, já que aumenta os custos e, em geral, não altera a abordagem da fascite plantar. Achados no estudo de imagens, como espessamento da fáscia plantar, podem estar ausentes em indivíduos sintomáticos ou presentes em indivíduos assintomáticos, limitando, dessa forma, a utilização de tais observações. Um achado incidental associado a essa condição é o esporão de calcâneo, uma pequena calcificação óssea no osso do calcanhar, que pode ser encontrada em mais de 50% dos portadores de fascite plantar. Em tais casos, é a fascite plantar subjacente que produz a dor no calcanhar e não o esporão. A condição é responsável pela formação do esporão, embora o significado clínico do esporão de calcâneo na fascite plantar permaneça obscuro.

### Diagnóstico diferencial
O diagnóstico diferencial para dor no calcanhar é extenso e inclui, dentre outras, as seguintes entidades patológicas: fratura de calcâneo por estresse, bursite de calcâneo, osteoartrite, estenose espinhal envolvendo as raízes nervosas de L5 e S1, síndrome do coxim gorduroso do calcâneo, espondiloartropatias soronegativas como artrite reativa e espondilite anquilosante, artrite reumatoide (mais provável se a dor estiver presente em ambos os calcanhares), ruptura da fáscia plantar e neuropatias compressivas, como a síndrome do túnel do tarso ou a impactação do ramo calcâneo do nervo tibial.
A determinação do diagnóstico de fascite plantar geralmente pode ser feita baseando-se na história e no exame físico do paciente. Em casos nos quais o médico suspeita de fratura, infecção ou alguma outra condição grave subjacente, pode-se lançar mão da radiografia para efetuar o diagnóstico diferencial.

## Tratamento
A maioria dos casos (90%) de fascite plantar é auto-limitada e deve melhorar em um período de seis meses com tratamento conservador ou em um ano independentemente de qualquer tratamento. Muitas terapias foram propostas para a fascite plantar. A efetividade da maior parte desses tratamentos não tem sido adequadamente investigada e, consequentemente, há poucas evidências para apoiar a recomendação desses tratamentos. A abordagem conservadora de primeira linha inclui repouso, aquecimento, gelo, exercícios para fortalecer a panturrilha, técnicas de alongamento dos músculos da panturrilha, do tendão de Aquiles e da fáscia plantar, perda de peso em pacientes obesos ou com sobrepeso e anti-inflamatório não esteroidal (AINE), como aspirina ou ibuprofeno. Os AINEs são comumente utilizados no tratamento da fascite plantar, mas não conseguem melhorar a dor em 20% dos pacientes.
A terapia extracorpórea por ondas de choque (ESWT) é uma modalidade de tratamento efetiva para a fascite plantar não responsiva às medidas conservadoras não cirúrgicas por, no mínimo, três meses. Evidências de meta-análises sugerem que um alívio significativo da dor dura por até um ano após o procedimento. Entretanto, os debates quanto à eficácia da terapia persistem. A ESWT pode ser realizada com ou sem anestesia, embora os estudos tenham sugerido que a terapia é menos efetiva quando a anestesia é aplicada. As complicações da ESWT são raras e tipicamente leves, quando presentes. As complicações conhecidas da ESWT incluem o desenvolvimento de um leve hematoma ou equimose, vermelhidão ao redor do local do procedimento ou enxaqueca.
Outra meta-analise concluiu que quando a Terapia de Laser de Baixo-Nivel (LLLT)  e a ESWT foram combinados com os cuidados convencionais, a LLLT foi mais eficaz do que  ESWT na redução da dor,  no seguimento a curto prazo.
A injeção de corticosteroides é utilizada em algumas ocasiões, para casos de fascite plantar refratária a medidas conservadoras. As injeções podem ser uma modalidade efetiva para o alívio da dor a curto prazo, por mais de um mês, mas os estudos falharam em demonstrar o alívio efetivo da dor por mais de três meses. Riscos notáveis da injeção de corticosteroides para fascite plantar incluem a ruptura da fáscia plantar, infecções cutâneas, lesão de nervos ou músculos ou atrofia do coxim gorduroso plantar.Dispositivos ortóticos personalizados têm-se demonstrado um método eficiente para reduzir a dor da fascite plantar por mais de 12 semanas. A efetividade a longo prazo das órteses personalizadas na redução da dor na fascite plantar requer estudos adicionais. Dispositivos ortóticos e técnicas de bandagem são propostas para reduzir a pronação do pé e, com isso, diminuir a carga sobre a fáscia plantar resultando em melhora da dor.
Outra técnica terapêutica, conhecida como iontoforese plantar, envolve a aplicação tópica de substâncias anti-inflamatórias como a dexametasona ou o ácido acético no pé e a transmissão dessas substâncias através da pele por meio de uma corrente elétrica. Evidências moderadas existem para dar suporte ao uso de talas por 1-3 meses durante a noite para aliviar a dor da fascite plantar persistente por mais de seis meses. As talas noturnas são projetadas para posicionar e manter o tornozelo em uma posição neutra, alongando, assim, a fáscia plantar e a panturrilha durante o sono. Outras abordagens terapêuticas podem incluir calçados apropriados, bandagem do arco plantar e fisioterapia. Para além do tratamento já sendo feito e usado pela fisioterapia, o uso da Kinésio Taping não parece adicionar nenhum ganho ou melhora no quadro clínico dos pacientes, ou seja, as evidencias atuais não suportam o uso do KT na prática clinica do fisioterapeuta.

### Cirurgia
Frequentemente, a fasciotomia plantar é considerada após a falha do tratamento conservador em resolver o problema após seis meses e é vista como um último recurso. Abordagens minimamente invasivas e endoscópicas da fasciotomia plantar existem, mas requerem um especialista familiarizado com o equipamento utilizado no procedimento. Atualmente, a disponibilidade dessas técnicas cirúrgicas é limitada. Um estudo de 2012 mostrou que 76% dos pacientes submetidos a fasciotomia plantar endoscópica apresentaram alívio completo dos sintomas e apenas poucas complicações (nível IV de evidência). A remoção do esporão de calcâneo durante a fasciotomia plantar não parece melhorar os resultados da cirurgia. A dor plantar e no calcanhar pode ocorrer por múltiplas razões e a liberação do ramo plantar lateral pode ser realizada concomitantemente à fasciotomia plantar em casos selecionados. Complicações possíveis da fasciotomia plantar incluem lesão nervosa, instabilidade do arco longitudinal medial do pé, fratura do calcâneo, tempo de recuperação prolongado, infecção, ruptura da fáscia plantar e falha no alívio da dor. Recentemente, a cirurgia de ablação por radiofrequência tem sido proposta como uma abordagem cirúrgica alternativa para o tratamento da fascite plantar recalcitrante.

### Novos tratamentos
Recentemente, injeções de toxina botulínica A bem como técnicas similares, como a injeção de plasma rico em plaquetas e a proloterapia, têm chamado atenção como métodos potencialmente efetivos para tratar a dor na fascite plantar. Contudo, estudos recentes falharam em demonstrar a superioridade ao placebo da toxina botulínica A e não concluíram que a injeção de plasma rico em plaquetas é mais efetiva do que as injeções de corticosteroides na fascite plantar.
O Dry needling também tem sido pesquisado para o tratamento da fascite plantar. Uma revisão sistemática encontrou evidências limitadas quanto à eficácia, devido à baixa qualidade dos estudos disponíveis.
Novos estudos mostram que a ventosaterapia pode ser um ótimo tratamento para reduzir a dor e aumentar a função na população que possui o quadro.

## Epidemiologia
A fascite plantar é a lesão mais comum da fáscia plantar e é a principal causa de dor no calcanhar, responsável por 80% dos casos. A condição tende a ocorrer com maior frequência em mulheres, recrutas militares, atletas mais velhos, obesos e atletas jovens do sexo masculino. Estima-se que a fascite plantar afeta 1 a cada 10 pessoas em algum momento da vida e é mais comum afetar os indivíduos entre 40-60 anos de idade. Somente nos Estados Unidos, mais de dois milhões de pessoas recebem tratamento para fascite plantar. O custo do tratamento para fascite plantar nos Estados Unidos é estimado em 284 milhões de dólares por ano.